# Busca una mujer
Busca una mujer è il nono album di Luis Miguel pubblicato nel 1988.

## Tracce
1. Fria como el viento – 3:55 (testo: Juan Carlos Calderón – musica: Juan Carlos Calderón)
2. Esa niña – 4:05 (testo: Juan Carlos Calderón – musica: Juan Carlos Calderón)
3. Culpable o no – 3:56 (testo: Juan Carlos Calderón – musica: Juan Carlos Calderón)
4. Un hombre busca una mujer – 3:34 (testo: Juan Carlos Calderón, Luis Gómez Escolar – musica: Juan Carlos Calderón, Luis Gómez Escolar)
5. La incondicional – 4:25 (testo: Juan Carlos Calderón – musica: Juan Carlos Calderón)
6. Separados – 3:35 (testo: Juan Carlos Calderón, Luis Gómez Escolar – musica: Juan Carlos Calderón, Luis Gómez Escolar)
7. Por favor señora – 4:00 (testo: Juan Carlos Calderón – musica: Juan Carlos Calderón)
8. Pupilas de gato – 3:57 (testo: Luna Fria – musica: Luna Fria)
9. El primero – 3:14 (testo: Juan Carlos Calderón, Luis Gómez Escolar – musica: Juan Carlos Calderón, Luis Gómez Escolar)
10. Soy un perdedor – 4:12 (testo: Tito Duarte – musica: Tito Duarte)